# هتنوعا

شعار حزب هتنوعا.

هتنوعا (بالعبرية: הַתְּנוּעָה) هو حزب سياسي ليبرالي في إسرائيل شكلته وزيرة الخارجية الإسرائيلية السابقة تسيبي ليفني في 27 نوفمبر 2012.